# Titan (microprocessador)
Titan é uma família de microprocessadores de 32 bits da arquitetura PowerPC projetado pela Applied Micro Circuits Corporation (AMCC).
Ela foi desenhada para ser a peça de fundamento para  sistemas embarcados e soluções system-on-a-chip (SoC). Enquanto o relógio atinge 2GHz, consumindo apenas 2.5 W por núcleo. Onde usualmente existe uma barganha entre performance e energia dissipada, a AMCC projetou a tecnologia Fast14 que combina performance e baixo consumo e manufatura relativamente barata (CMOS de 90 nm). Usando transistores NMOS e sem latches, o projeto resulta em um chip com menos transistores que o tradicional, reduzindo-se o custo. O projeto propiciou que o modelo dual core tivesse consumo inferior a 15 W.
O Titan tem um novo projeto superscalar de 8-9 núcleos de estágio com um novo tipo de cache de três estágios. Pequeno cache 4/4 KiB de instrução e dados no nível 0, 32/32 KiB cache L1 (nível 1), e 1 MB cache L2 (nível 2) compartilhados com todos os núcleos (suporte até 4). O Titan é compatível com a arquitetura Power ISA v.2.04.
O primeiro projeto do Titan, a ser lançado em 2008, será de dois processadores dual core, para aplicações de telecomunicações e controle. Eles serão fabricados com tecnologia CMOS de 90 nm. Existem planos para núcleos simples e quad core no futuro.